# 布干维尔 (索姆省)
布干维尔（法語：Bougainville，法語發音：[buɡɛ̃vil]）是法国上法蘭西大區索姆省的一个市镇，属于亚眠区。

## 地理
布干维尔（49°52'12"N, 2°2'30"E）面积10.21 平方千米，位于法国上法蘭西大區索姆省，该省份为法国北部沿海省份，北起加来海峡省和北部省，西接滨海塞纳省和大西洋英吉利海峡，南至瓦兹省，东临埃纳省。
与布干维尔接壤的市镇（或旧市镇、城区）包括：布里克梅尼勒-弗洛克西库尔、弗吕、弗雷努瓦欧瓦勒、莫利安-德勒伊、瓦西、圣欧班蒙特努瓦。

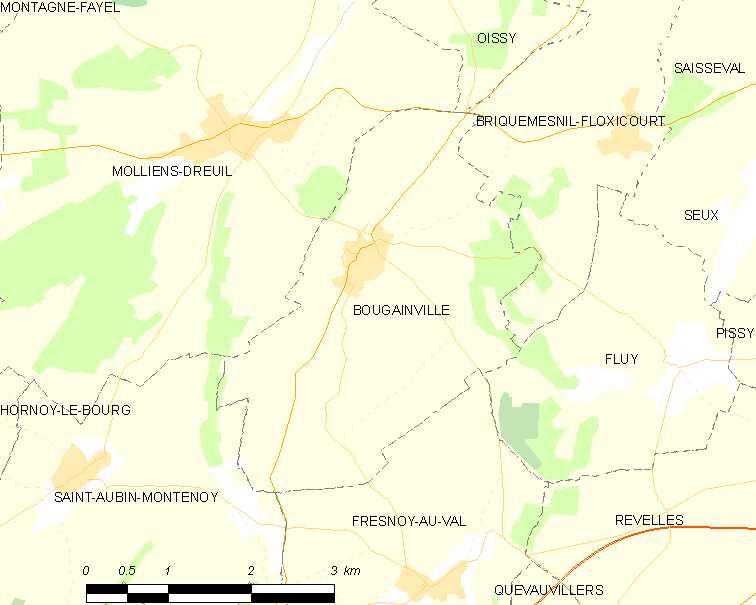
的OSM定位图

布干维尔的时区为UTC+01:00、UTC+02:00（夏令时）。

## 行政
布干维尔的邮政编码为80540，INSEE市镇编码为80119。

## 政治
布干维尔所属的省级选区为索姆河畔阿伊县。

## 人口

1962-2008年间人口变化图示

布干维尔于2022年1月1日时的人口数量为395人。